# Wilhelm Fuchs
Oberführer et Oberst de la police, Wilhelm Fuchs (1er septembre 1898, Mannheim - 24 janvier 1947, Belgrade) était un haut-responsable allemand des Einsatzgruppen. D'avril 1941 à janvier 1942, il commande l'Einsatzgruppe Serbie (en). Du 15 septembre 1943 au 27 mai 1944, il commande Einsatzkommando 3. Après la guerre, il est condamné à mort à Belgrade.

## Carrière
Fuchs étudie l'agronomie à l'Université de Leipzig et obtient son doctorat en 1929. Il entre dans le NSDAP (membre n ° 1 038 061) le 1er avril 1932 et dans la SS (membre n ° 62 760) le 1er décembre de la même année. Le 11 juillet 1933, il est nommé SS-Untersturmführer et le 20 avril 1938 SS-Standartenführer, date à laquelle il est inspecteur du SD à Brunswick.
En avril 1941, lors du déclenchement de la guerre des Balkans, il est nommé chef de l'Einsatzgruppe Serbie. Calme au départ, la région s’enflamme lorsque la Wehrmacht entre en Russie. Fuchs est chargé alors de combattre les partisans par tous les moyens en Serbie. Il n’y réussit que moyennement et est remplacé fin janvier 1942 par le SS-Standartenführer Emanuel Schäfer, auquel Reinhard Heydrich demande d’agir avec plus de fermeté.
En juin 1942 Fuchs est le représentant du Höhere SS- und Polizeiführer en Lettonie, commandé par le SS-Oberführer Walther Schröder (de). Puis il est jusqu'au 14 septembre 1943 le HSSPF « Mitte » (signifie « centre » et peut désigner à la fois le centre en politique ou le centre d'une ville) à Brunswick. Le 15 septembre 1943, il est à nouveau engagé à l'est comme commandant de l'Einsatzkommando 3 (jusqu'au 6 mai 1944) puis commandant de l'Einsatzgruppe A du 7 mai au 17 octobre 1944. Enfin pour quelques jours (octobre–novembre 1944), il commande l'Einsatzgruppe E « Croatie », et retourne en Ukraine le 10 novembre 1944.
Capturé à la fin de la guerre, Fuchs est livré aux Yougoslaves. Il est condamné à mort par le tribunal de Belgrade le 22 décembre 1946 et pendu le 24 janvier 1947.